# Gemaal mr.dr.Th.F.J.A. Dolk
Het  gemaal mr.dr.Th.F.J.A. Dolk is gebouwd in 1953 aan de Vliet in de Nederlandse plaats Leidschendam. Het gemaal is vernoemd naar de toenmalige secretaris van de Unie van Waterschapsbonden. Het is gebouwd in de stijl van de Delftse School en bestaat uit twee bouwvolumes. Het hoofdgebouw is voorzien van een schilddak boven een granieten gootlijst, de aanbouw is voorzien van een zadeldak, beide gedekt met zwart geglazuurde verbeterde Hollandse pannen.
Het gemaal is uitgerust met drie identieke Stork-Werkspoor elektrisch aangedreven verticale schroefpompen, elk met een capaciteit van 160 m³/min.
Voordat de Brielse Meerleiding in 1988 werd aangelegd, verkreeg Delfland zijn zoete water alleen via dit gemaal vanuit het gebied van het Hoogheemraadschap van Rijnland.